# Синиця рудошия
Синиця рудошия (Melaniparus fringillinus) — вид горобцеподібних птахів родини синицевих (Paridae). Мешкає в Кенії і Танзанії.

## Поширення і екологія
Рудошиї синиці живуть в сухих саванах. Зустрічаються на висоті від 100 до 1600 м над рівнем моря.